# Leeuwinstroom

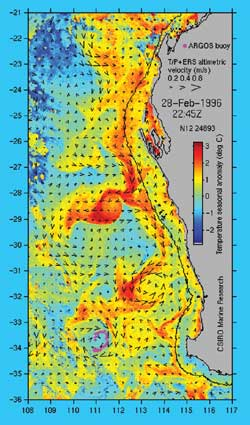
Zeewatertemperaturen

De Leeuwinstroom is een warme zeestroom in de Indische Oceaan voor de kust van Australië.
Voor de noordwestkust van Australië komen de langs de noordwestkust stromende Hollowaystroom en een vanuit het westen komende zeestroom (Oostelijke gyralstroom (EGC) of Indische Equatoriale tegenstroom) samen en vormen de Leeuwinstroom. De zeestroom stroomt langs de westkust richting het zuiden en volgt de kust rond de Kaap Leeuwin.
In de Grote Australische Bocht gaat de Leeuwinstroom over in de Zuid-Australiëstroom.
Verder op zee stroomt voor de westkust de noordwaarts stromende West-Australische stroom.

## Geschiedenis
Het bestaan van de stroming werd voor het eerst gesuggereerd door William Saville-Kent in 1897. Saville-Kent merkte de aanwezigheid op van warm tropisch water voor de kust van de Houtman Abrolhos, waardoor het water daar in de winter veel warmer werd dan aan de meer inlands gelegen kust. Het bestaan van de stroming werd door de jaren heen bevestigd, maar niet gekarakteriseerd en benoemd totdat Cresswell en Golding dat in de jaren 1980 deden.

## Flora en fauna
De zeestroom stroomt door de mariene ecoregio Ningaloo, mariene ecoregio Shark Bay, mariene ecoregio Houtman, mariene ecoregio Leeuwin en mariene ecoregio Grote Australische Bocht.